# Rödbrun bladspinnare
Rödbrun bladspinnare, Phyllodesma ilicifolium, är en fjärilsart som först beskrevs av Carl von Linné 1758. Enligt Catalogue of Life är det vetenskapliga namnet istället Phyllodesma ilicifolia. Rödbrun bladspinnare ingår i släktet Phyllodesma, och familjen ädelspinnare, Lasiocampidae. Arten är reproducerande i Sverige. En underart finns listad i Catalogue of Life, Phyllodesma ilicifolia dubordieui De Lajonquière, 1963.

## Bildgalleri

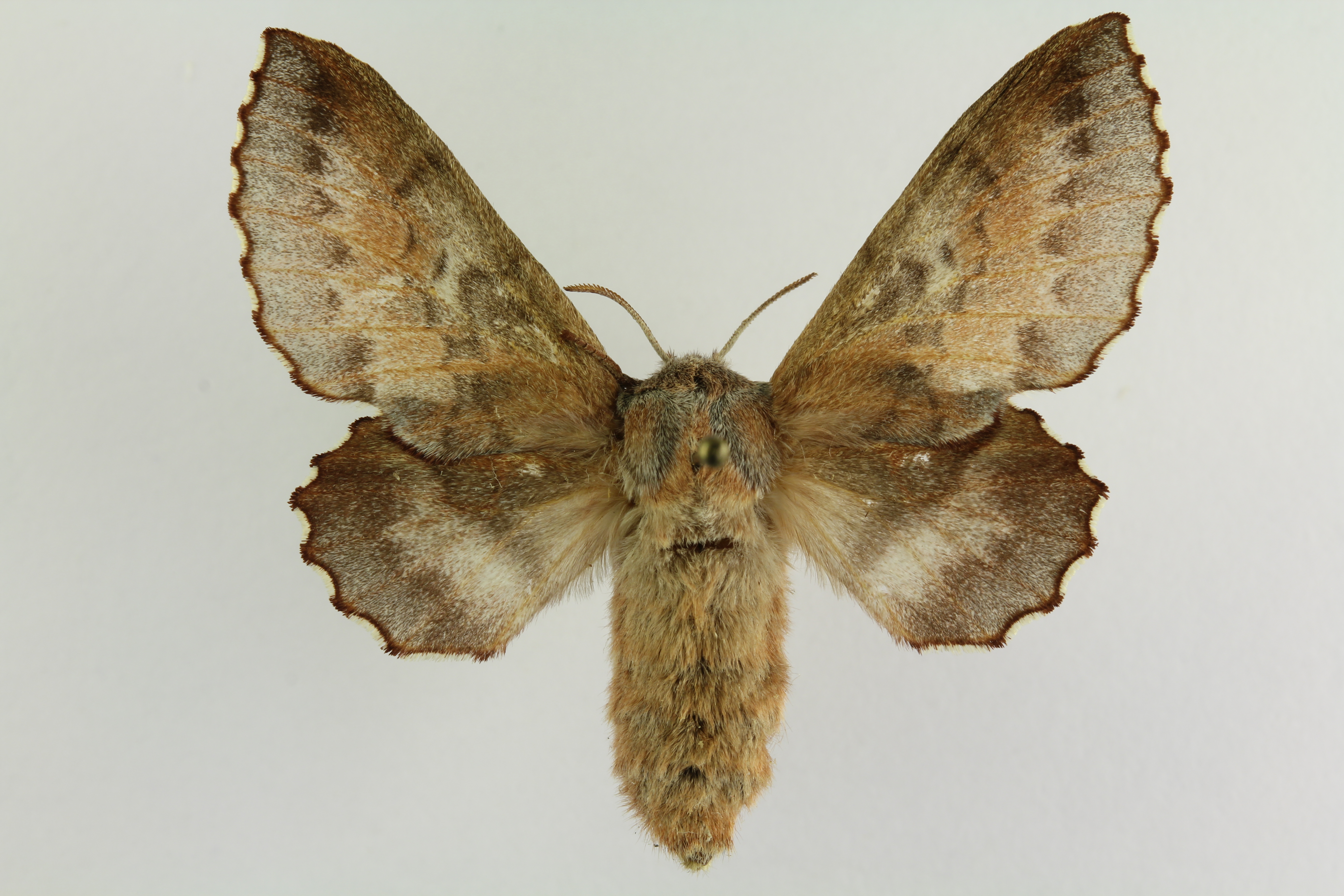
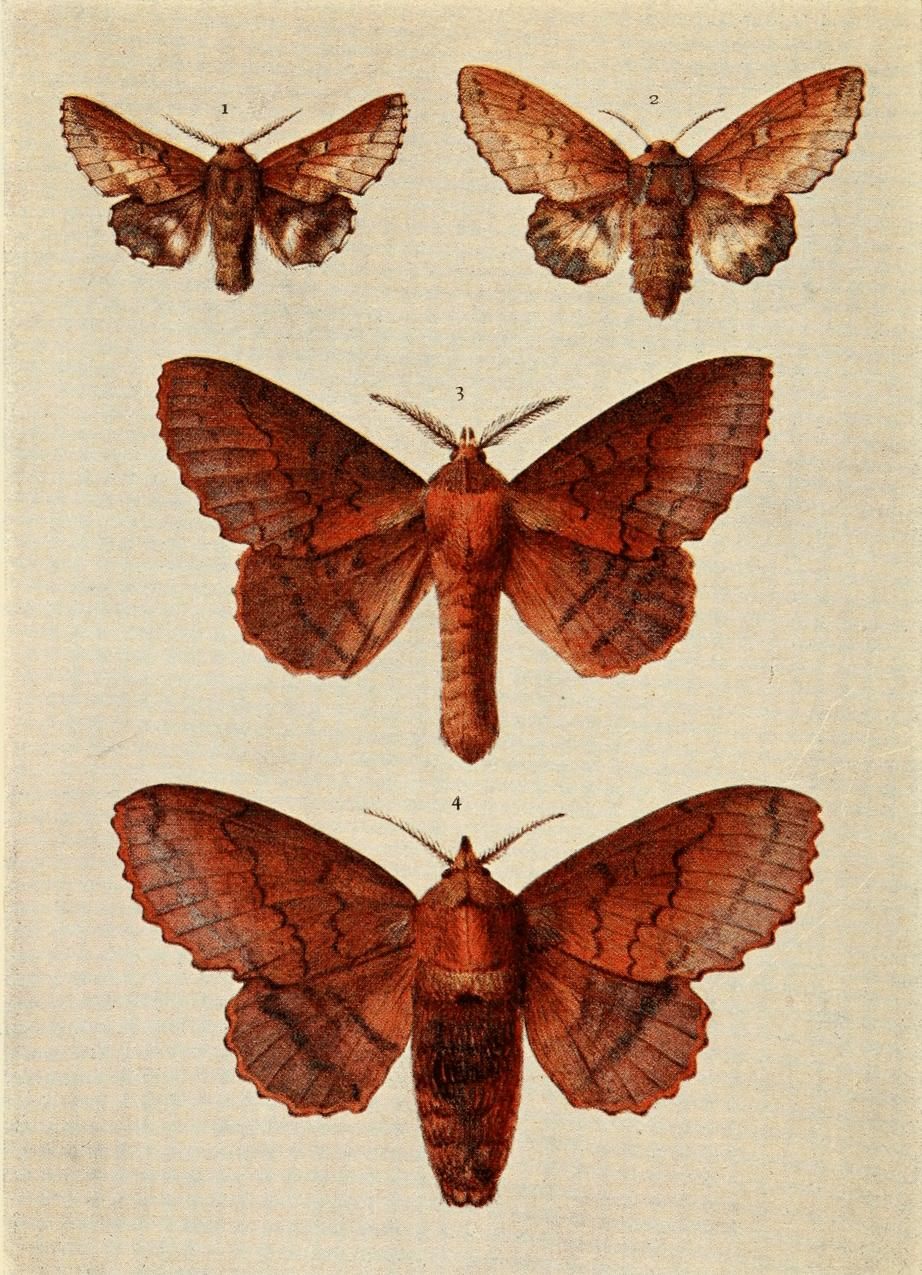
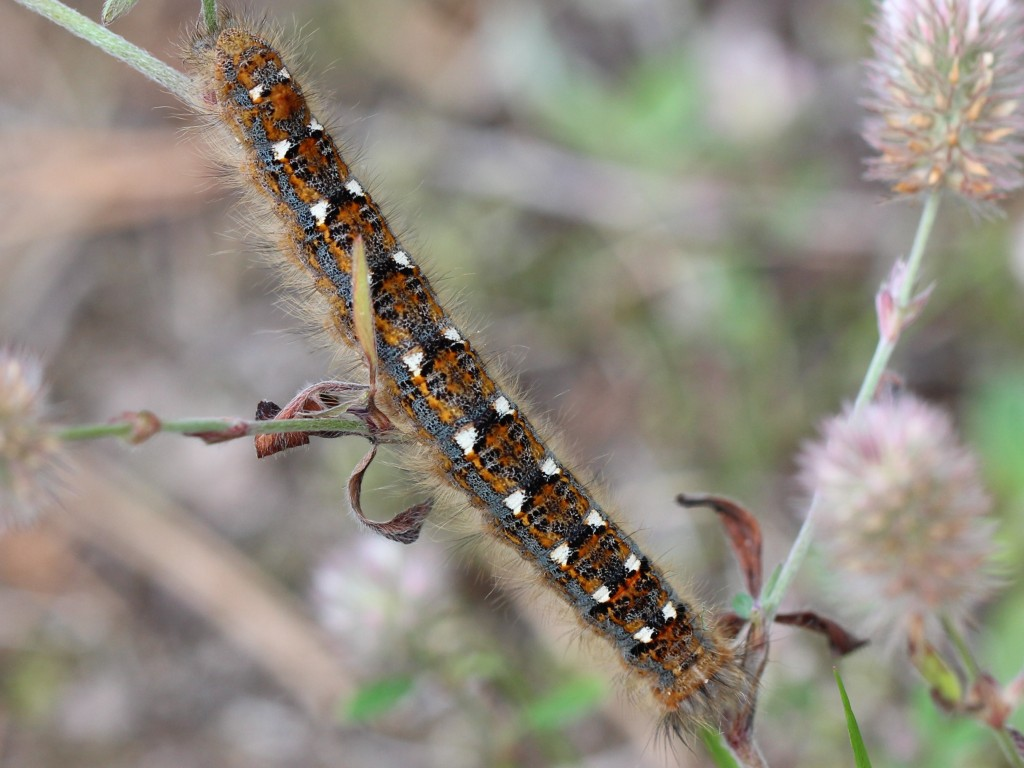